# Białorzytka płowa
Białorzytka płowa (Oenanthe isabellina) – gatunek małego ptaka z rodziny muchołówkowatych (Muscicapidae).

## Systematyka
Gatunek ten po raz pierwszy zgodnie z zasadami nazewnictwa binominalnego opisał w 1829 roku Coenraad Jacob Temminck, nadając mu nazwę Saxicola isabellina. Jako miejsce typowe wskazał Nubię (północno-wschodnia Afryka). Obecnie gatunek zaliczany jest do rodzaju Oenanthe. Jest to gatunek monotypowy (nie wyróżnia się podgatunków).

## Zasięg występowania
Wędrowny. Gniazduje w północno-wschodniej Grecji, we wschodnich Bałkanach, na Bliskim Wschodzie oraz na południowej i wschodniej Ukrainie i dalej na wschód po Zabajkale, środkową Mongolię i północno-centralne Chiny. Zimuje na obszarze od zachodniej Afryki do południowej Azji. Rzadko można go spotkać w Europie Zachodniej.
Do Polski sporadycznie zalatuje – do końca 2021 roku odnotowano 6 stwierdzeń. Pierwsze stwierdzenie miało miejsce w maju 1986 pod Jastarnią, drugie w 1997 nad Jeziorem Żywieckim nieopodal Bielska-Białej. Po raz trzeci widziano ją we Wrocance pod Krosnem 2 maja 2016.

## Morfologia
Długość ciała 16–17 cm, masa ciała 21–39 g. Białorzytki płowe są nieco większe od białorzytki zwyczajnej (O. oenanthe) i przypominają samice tego gatunku. Nie występuje wyraźny dymorfizm płciowy. Brew styka się w okolicy nasady dzioba. Wyróżnia się czarne skrzydełko.

## Ekologia i zachowanie

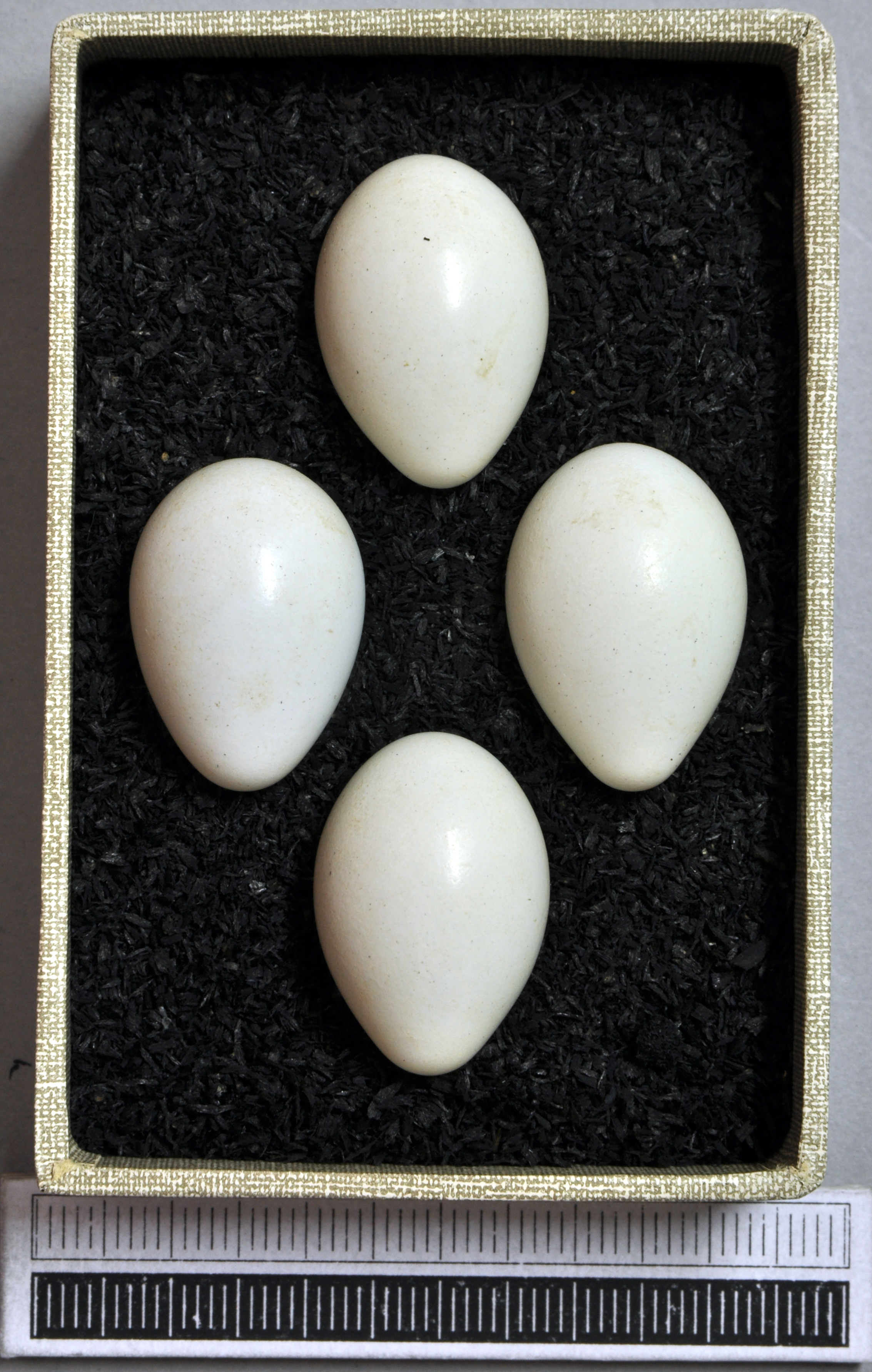
Jaja z kolekcji muzealnej

Białorzytki płowe gniazdują na suchych, otwartych i skąpo porośniętych obszarach jak półpustynie, stepy, obrzeża pustyń i uedy. Zimują na suchych nizinnych stepach, w podobnych do lęgowych siedliskach. W sezonie lęgowym często koegzystują z żyjącymi w norach gryzoniami, takimi jak chomiki i susły. Żywią się głównie owadami, jednak niekiedy zjadają małe kręgowce (jaszczurki i węże) oraz nasiona. Swoje gniazda zakładają w norach gryzoni, rzadziej w norach żołn; lokalne wahania liczebności mogą wynikać z niedostępności miejsc do gniazdowania. W zniesieniu 4–7 jaj koloru od jasnoniebieskiego do prawie białego, niekiedy z czerwonawym plamkowaniem.

## Status i ochrona
IUCN uznaje białorzytkę płową za gatunek najmniejszej troski (LC, Least Concern) nieprzerwanie od 1988 roku. Liczebność światowej populacji, wstępnie obliczona w oparciu o szacunki organizacji BirdLife International dla Europy z 2015 roku, mieści się w przedziale 20–90 milionów dorosłych osobników. Ze względu na brak dowodów na spadki liczebności bądź istotne zagrożenia dla gatunku BirdLife International uznaje globalny trend liczebności populacji za prawdopodobnie stabilny.
Na terenie Polski gatunek ten jest objęty ścisłą ochroną gatunkową.